# فوتالونجكوصور

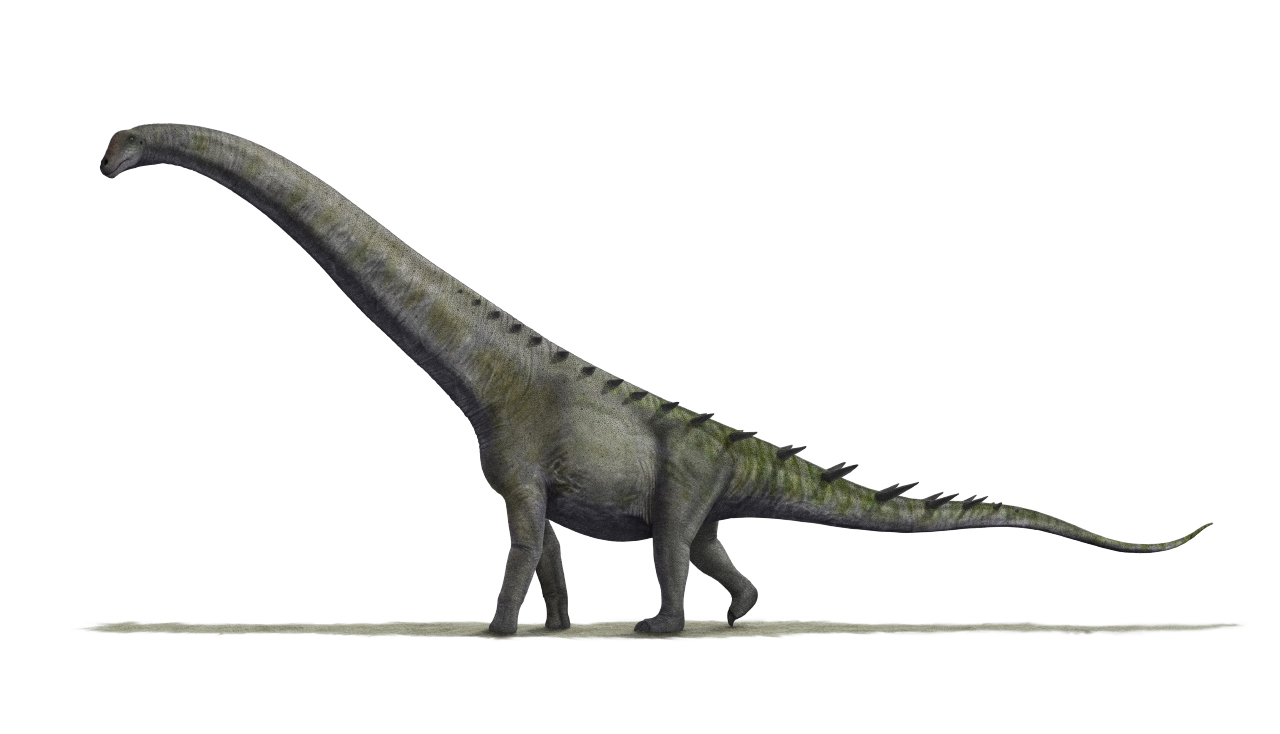
اعادة انشاء

الفوتيلوجنكوسورس (Futalognkosaurus،"سحلية رئيس عملاقة") هو جنس من ديناصورات التيتانوصورات، عاش منذ 87 مليون سنة تقريبًا في الأرجنتين في مرحلة الكونياكي في عصر الطباشيري المتأخر، الأسماك وأوراق النباتات في المكان معًا مع بقايا الديناصورات الأخرى تشير إلى المناخ الاستوائي الدافئ في باتاجونيا خلال هذا العصر.

## وصلات خارجية
- Dinosaur Mailing List entry which discusses the genus نسخة محفوظة 3 مارس 2016 على موقع واي باك مشين.
- Fósiles hallados en el Centro Paleontológico Lago Barreales - contains images of Futalognkosaurus (in Spanish)
- BBC Report of Monday, 15 October 2007 - includes a photo of some of the dinosaur's bones, attributed to متحف البرازيل الوطني.
- Illustration of Futalognkosaurus by paleoartist Julius T. Csotonyi نسخة محفوظة 29 فبراير 2012 على موقع واي باك مشين.